# Кулунгский язык
Кулунгский язык (Kulu Ring, Kulung, Kholung, Khulung, Khulunge Rai, Rai) — язык группы киранти, на котором говорит народ киранти, который проживает на склонах горы Кирант, населяющие Непал и частях северо-востока штата Сикким (округ Дарджилинг) в Непале. Их язык с таким же названием тесно связан с языками семьи киранти бантава и пума.
Диалекты кулунского языка включают в себя сотанг (сотаринг, соттаринг), махакулунг, тамачханг, пидисой, чхапкоа, пельмунг, намлунг и кхамб.

## Разновидности
- Кулунгский диалект (Kholung, Khulung, Khulunge Rai, Kulu Ring, Kulung, Kulunge) распространён в КРД Васепла, Кхартанга, Лимкхим и Пхеди округа Бходжпури; в КРД Мангтева, Седува, Япху округа Санкхувасабха зоны Коси; в деревнях Бунг, Гудель, Лучам, Намлунг, Пельманг, Сатди, Сотанг, Чачалунг, Чекма, Чхемсинг, Чхескам долины реки Хунгу округа Солукхумбу зоны Сагарматха в Непале, а также в штате Ассам; в городе Дехрадун штата Уттаракханд; в округе Джалпайгури штата Западная Бенгалия; в селении Зоом и других округах Ассам-Лингзей штата Сикким в Индии. Письмо на основе деванагари.
- Диалект чуква (Chukwa, Cukwa Ring, Pohing, Pohing Kha) распространён в деревне Джимигау Комитета Развития Деревень (КРД) Кулунг округа Бходжпур зоны Коси в Непале. Диалект бесписьменный.